# 御坂美琴
御坂美琴（日语：／ Misaka Mikoto）是《魔法禁書目錄》的第二女主角，科學側女主角之一，也是本作外傳《科學超電磁砲》的第一主角。
該角色榮獲2011及2022年世萌萌王、「這本輕小說真厲害！」2009年人氣女性角色排名第五名、2010年～2014年第一名、2015第二名、2016年～2019年第一名、2020年第三名。

## 人物
御坂美琴是居住在学园都市的國中生少女。能力名为超電磁砲，作品中常被称作「（常盤台的）超電磁砲」。

### 容姿
御坂美琴臉型秀麗，拥有一頭及肩的茶色短髮。因為常盤臺中學禁止化妝，所以基本上沒有化妝，但會偷偷擦上唇膏（這種流行在學校裏被稱為「淑女之禮」）。服裝以常盤臺的制服為主（因為校规规定在校外也必须身穿制服），裙子下方穿著白色安全褲（在动画中为白色短裤），頭上戴有花朵样式的髮夾。腳穿泡泡襪。

### 性格
御坂美琴正義感強、性格好勝，同時也有著溫柔的一面，白井黑子則說她「太善良」。性格上是已知的Level 5超能力者中较为健全的一位（其他的Level 5超能力者都有些许人格缺陷）。在战斗中，御坂美琴有时会把敌人打到落花流水，但她一次也没有杀死过他人。
另一方面，美琴常踢擊公園的自動販賣機來喝免費飲料（理由是開學日當天那台自動販賣機吞了她一萬日元）、還有站在便利商店內看霸王漫畫等不良習慣。此外，她同時也有一般少女的興趣，不過品味十分孩子氣，特別喜歡青蛙卡通角色「呱太」；對於呱太的吊飾以及其他周邊非常執著，但往往不會承認。

### 生活
幼年時起便住在學園都市，於貴族學校私立常盤臺中學就讀。那時樋口製藥·第七藥研究中心以治療肌肉萎縮症的研究為由（不知是否為謊言），讓美琴提供DNA圖譜給他們，造成之後的複製人「妹妹们」的誕生、以及「絕對能力進化計劃」的展開。

### 知能
御坂美琴在一開始時是低能力者，經過無數努力才達到超能力者的第3名。由於學校有教授大學等級的課程，因此知識上比較優秀，甚至可以指導高中生的上条。
除日文外，也懂得英語、法語、俄語等多種語言，亦很擅長拉小提琴，刺繡技巧很好。
由於生活在充滿科學常識的學園都市，不太相信非科學的事物與現象。番外小說《超電磁砲SS》裡有幾度與攜帶靈裝的魔法師交戰，對於上條當麻的能力現象嘗試過以「原石」（天生的能力者）的概念去解析，對於魔法的概念姑且理解為另一種型態的能力法則，但還是未能完全理解。蕾莎對其思考迴路以「硬固的科學腦（ガッチガチの科学脳）」來揶揄。

### 戰鬥
另见#能力與裝備。
體能較一般同年紀的女生高，戰鬥時也能靈活運用周遭的事物。

### 人際關係
原作《魔法禁書目錄》本傳當中，御坂美琴朋友很少：除了學妹兼室友白井黑子以外，在常盤臺中學幾乎沒有其它朋友，和初春飾利也只是點頭之交（後述），和佐天淚子幾乎沒有交集。小說當中也多次暗示，美琴個性其實相當孤僻：
- 御坂美琴平常的消遣是一個人去看漫畫或玩街机，動畫系列《科學超電磁砲》中才出現大量她和白井黑子、初春飾利、佐天淚子逛街或下午茶的情節。

- 如果白井黑子不在，御坂美琴常常是一個人吃早餐，也會迴避人潮眾多的時候到宿舍餐廳。土御門舞夏曾經抱怨，美琴專門來拖延她收工的時間。

- 在常盤臺中學幾乎沒有出現御坂美琴跟同班同學交談、互動的描寫。常盤台最大派閥的首領、第五名超能力者食蜂操祈雖然是從派閥的觀點認為美琴在學校沒有小團體，但也間接證實她在學校沒有親近到會被認為是小團體的朋友。

- 御坂美琴原本的室友是其他人，被當時美琴還不認識的新生白井黑子用某種合法的方法遷出房間（黑子的說法）。但美琴並沒有對此打抱不平或討厭後來的黑子，可見她與原本室友關係平淡。

不過在外傳《科學超電磁砲》的漫畫與動畫當中，御坂美琴個性較為社會化，與白井黑子、初春飾利、佐天淚子成為好友，也與固法美偉、婚后光子和學妹灣內絹保、泡浮萬彬、春上衿衣等人經常互動，這種形象也反過來影響原作《魔法禁書目錄》小說，特別是御坂美琴和白井黑子、初春飾利、佐天淚子四人組的設定被確立：
- 在2007年1月出版的本傳《魔法禁書目錄》第12卷當中，御坂美琴曾經問初春飾利：「你是……初春飾利，對吧？」，時間點是在9月30日。
- 但是在2007年7月出版的短篇《魔法禁書目錄SS》當中，御坂美琴在9月3日－6日，曾經與白井黑子、初春飾利、佐天淚子一起來到「學藝都市」旅行。

整體來說，御坂美琴被学妹兼室友的白井黑子所愛慕，經常對黑子過激的行為（例如在美琴的飲料內加迷幻藥或媚药、穿着情趣內衣以誘惑、過度肢體接觸）施以電擊制裁。
御坂美琴喜歡的對象是上条當麻。在《魔法禁書目錄》故事開始的一個月前，美琴被不良少年纏上，而上条由於看不過去而出面相救，但言詞上卻用美琴的年齡小來勸說那些不良少年，反而激怒了美琴出手電擊在場所有人，唯獨上条以幻想殺手（Imagine Breaker）抵擋而逃過一劫。在自己的能力無端的被上条抵消後讓她開始敵視上条三番兩次的找他決鬥，不過全都無功而返。而在多次的接觸中慢慢的將上条視為少數能夠與自己平等交流的存在，私底下對他總以「那個笨蛋」做為稱呼。在上条阻止了「絶對能力進化實驗」後便對他抱持類似戀愛的害羞感覺。在小說第14卷從電話中間接得知上条喪失記憶的事情，也在第16卷中告訴上条她知道這件事。雖然在本傳《魔法禁書目錄》故事中出現頻率高，卻往往無法接觸事件核心，因此也不曉得魔法的事（上条本人也為了不讓她牽扯進來而不告訴她）。
御坂美琴在對上条的感情上後知後覺，雖然曾經強迫上条假扮自己的男友，但是當時還沒有意識自己真正的感情，後來逐漸意識到自己是真的愛上了上条，最後說出：「不會再讓你一個人孤單」類似告白的宣言；曾經訂做一對有雙方姓名的情侶飾品，不過並沒有交給上条。在新約第十卷說出了好女人宣言，同時上条当麻說出了好男人宣言。
與母親美鈴的關係良好，長相、髮型相似（胸部比較容易分辨），很容易被誤認是姐妹。在實驗結束後，還是會與「妹妹們」交流。
在新約《魔法禁書目錄》第十卷以後性格發生一定變化，第十三卷被僧正刺激以後在第十五卷結尾穿上了AAA（對魔法用驅動鎧甲），在第十六卷內組建了自己的派閥，食蜂操祈評價說美琴把所有的事都扛在自己身上，遲早有一天會撐不住。似乎變得有些獨斷專行，面對敵方防禦塔率領常盤台中學大部分戰力和上條當麻一起進攻，導致大本營常盤台中學被elements摧毀，食蜂操祈受傷。後與食蜂操祈一起消失。
目前視食蜂操祈為主要情敵。

## 劇情表現
內容包含小說《魔法禁書目錄》、漫畫《科學超電磁砲》、動畫《科學超電磁砲》、動畫《科學超電磁炮S》、動畫《科學超電磁砲T》、小說《科學超電磁砲SS》、小說《科學超電磁砲SS2》。
一年前，进入常盘台中学并遇到了对其后来的性格影响很大的学姐“神苑小路琉璃悬巢”。
7月1日，受邀來到俄羅斯東部的巨大購物中心參加學園都市與其協力機構共同舉辦的能力演示會，並遇到了「新生之光」魔法師蕾莎等人。被捲入了由法國的協力機構策劃的購物中心核襲擊學園都市的巨大陰謀中，在蕾莎及「新生之光」全員的幫助下最終解決事件。
7月18日解決了「連續虛空爆破」，進而為了查出「幻想御手」的真面目而開始調查，得知真正的犯人是學園都市研究者木山春生，並于7月24日與她對決。然而木山的「多才能力（可操縱多種能力）」失控而出現「幻想猛獣」，但最後被美琴擊破。
動畫篇中，成功解決事件的美琴成為了眾人目光的焦點，但也因此變得神經緊張，在白井、初春、佐天的協力下擒獲了「某個人在注視（誰かが見てる）」事件的犯人城南朝來。此後又粉碎了泰瑞絲緹娜‧木原‧萊夫雷恩的計劃，解救了用於「能力體結晶實驗」的「棄童（置き去り/Child Errors）」。
8月15日，得知「妹妹們」的存在，想盡辦法解決「絕對能力進化計劃」，並挑戰一方通行，但被一方通行輕易打敗而喪失戰鬥意志。之後得到布束砥信協助，嘗試阻止實驗進行，並與暗部組織「道具」（Item）交戰，最終還是以上条打敗一方通行为结果終止實驗。
8月25日至31日期間受到偽裝成海原光貴的魔法師艾扎力的糾纏，在27日和31日曾先後利用婚後光子和上條當麻甩開偽海原光貴。
9月1日，在魔法師雪莉・克倫威爾操縱的石像襲擊白井黑子時及時解圍，並陪同白井黑子一起工作。在地下街遇到上條當麻、茵蒂克絲和風斬冰華。
9月3日至6日，和白井黑子、初春飾利、佐天淚子等人來到美國西海岸的超巨大人工島「學藝都市」參加廣域社會參觀，被捲入學藝都市與中美洲魔法結社「有翼者的歸來」的戰鬥中，發現了學藝都市暗藏的不可告人的秘密。與企圖摧毀「學藝都市」的魔法結社「有翼者的歸來」戰鬥，並在索綺特等人的幫助下成功阻止了「有翼者的歸來」對觀光客和一般從業員的襲擊。
9月上旬，得到「樹狀圖設計者」（Tree Diagram）「殘骸」（Remnant）的情報，為了阻止實驗再開的可能性，而與結標淡希對峙（但最後還是被結標逃走了）。
9月14日，與上条共同救出差點被結標殺害的黑子。
9月19日的大霸星祭首日，与上条当麻定下「惩罚游戏」的赌注。「氣球獵人」比賽中，御坂妹妹被誤當成本應參賽的美琴。投球比赛中，由于潜入比赛的上条当麻担心美琴遭「速记原典」自动迎击术式攻击而表示出的对她的担心，使得面红耳赤的美琴不知所措。與母親御坂美鈴和上条家及茵蒂克絲一起吃午餐後，得初春飾利告知，與白井黑子趕去尋找「影子金屬」的佐天淚子身邊。
9月20日，到處尋找受傷倒下並失蹤的御坂妹妹中，卻意外陷入了木原幻生所設下的陰謀，強制進入迫近絕對能力者的狀態而失控，與上条當麻、削板軍霸交手，最後在食蜂操祈、上条當麻和削板軍霸 白井黑子 三方的努力(頭腦戰、游擊戰、外掛戰)成功被解救恢復正常。
9月27日，與帆風潤子、食蜂操祈一起喝茶，剛好聽見在隔壁店家代號為「BLAU」（藍髮耳環）的S級「天賦夢路」能做出深受男性喜愛的變態夢境。與查樂以及幾個混混等粉絲說明自己能做出的下流夢境時提到常盤台中學的第三名（美琴）與第五名（食蜂操祈）也在其中，自稱「超能力者在我面前也是一絲不掛」後，被憤怒的美琴攻擊而導致所有「印地安撲克」被毀，隨後食蜂將在場數人的記憶消除。
9月30日，由於上条於大霸星祭敗給美琴，因此被美琴以懲罰遊戲陪她一整天，兩人並結下雙人行動電話的合約，期後遇到御坂妹妹和最後之作（Last Order）。同日晚上，美琴協助上条與茵蒂克絲阻擋獵犬部隊（Hound Dog）的襲擊。
10月某日 － 天賦夢路篇。絹旗最愛在販售「印地安撲克」的攤子上挑選卡片時巧遇美琴，兩人隨後險些為S級卡片「巨乳御手」大打出手，但在卡片被意外弄混後意識到雙方應該互相合作而化解了敵意。
10月下旬 - 第三世界大戰篇，得知上条在戰爭的中心點俄羅斯，並前往援助。巧遇「妹妹們」之一的10777號，與她一起行動。最後試圖在即將毀壞的「伯利恆之星」內救出上条，但被上条以要阻止它的自爆而拒絕。而後在北冰洋附近尋找上条時，發現了暈太的手機吊飾，那正是美琴與上条兩人在9月30日結下雙人行動電話合約所得到的贈品「呱太」。
11月5日，將呱太吊飾還給回到學園都市的上条。得知他又要離開後，握住了他的手說了「但是，這一次你將不再孤獨。」這句與上条共同戰鬥的宣言。
11月10日，在魔法結社「黎明晨光」首領蕾薇妮雅·柏德蔚的帶領下，與上条當麻、一方通行、濱面仕上、番外個體和黑夜海鳥一起去到夏威夷，追讨魔法结社「搗蛋鬼」。
一端覽祭時，與瞄準芙羅蘭·克蘿伊杜妮的兩名聖人之一布倫希爾德·艾因庫特貝爾交戰，同時掩護了對上蕾薇妮雅·柏德蔚的上条。
「人力資源」計劃開始時，與食蜂操祈一起往「博覽百科」跑去，其後與除了垣根帝督以外的其他五名超能力者一起對抗失控的「英雄」們。
搗蛋鬼的總攻擊時硬着與上条同行前往東京市中心，在上条的拜託下與茵蒂克絲一起救助了弗蕾亞。
世界恢復後，在學園都市無人兵器進攻上条當麻和歐提努斯時，介入戰鬥並首次擊敗上条，最後因上条的決意而放走他，並迎擊學園都市無人兵器。
12月1日，與食蜂一起建立聖誕節從宿舍逃脫的計劃。
12月3日，於防止犯罪演習中扮演警察的角色。為了向上条詢問之前搗蛋鬼事件的來龍去脈而前往他的學校，卻看見扮演犯人角色的上条並誤會他進行「可疑」的行為。其後偶然聽見上条收到「情書」一事，想了解詳情而追蹤他，卻遇到正在逃離魔神僧正追擊的上条。

## 能力與裝備
能力是等級5的發電系能力「電擊使」。
她是學園都市所有發電能力者裡等級最高者，能力強度也較其他同能力者強很多。如同後面文字的敘述，她可以靈活運用她的能力來進行各式各樣的攻擊。因本人具有發電能力，因此一般的電擊器對她並沒有影響，但是過強的電擊還是會造成傷害。
基本上放出電擊攻擊的速度、準確度都非常好。作品中出現的投擲出去的高壓電流稱為「雷擊之槍」，能夠使出的極限電壓為10億伏特。她同時也可以召喚出真正的落雷。御坂美琴在学院都市七位超能力者中排第3位，與第4位原子崩壞（麥野沉利）能力互相克制。两人能够互相扭曲对方的攻击。
發出的電力能夠驅動戰艦。

### 超電磁砲
這可以說是美琴能力的代名詞，同時也是她的絕招之一。
超電磁砲，在現實中包括了線圈砲以及磁軌砲等。就是利用超強的電磁鐵，將導體製成的砲彈打出去的武器，在現實中一般用在戰艦上，優點是威力大、射程遠、精度高且成本小。
在《科學超電磁砲》和《魔法禁書目錄》中，御坂美琴的的外號叫做「超電磁砲」，其英文名稱，中文也可翻成「磁軌砲」的意思。
她主要是以遊樂場代幣作為子彈，先將代幣放在自己的拇指上，再配合自身產生的電力集中於拇指前端，將這些電能轉換成大量的動能發射出去。在發射後御坂美琴能不斷用電磁力修正發射軌道和出力。產生出的大量動能讓發射出去的代幣以三倍音速彈擲出去，其攻撃力、貫穿力極高，位在射程彈道上的雜物會全部清除掉，直徑2公尺的電流造成的等離子煙霧以及爆風也會造成相當大的衝擊波。
缺點是射出去後所造成的熱摩擦會使代幣熔化，因此只能達到約50公尺的射程。但若改變子彈的質量，就能增加威力以及射程。
雖然能夠藉由改變子彈的質量來增加攻擊力以及射程，但若是射出去的子彈太重，會無法以三倍音速射出，不過即使速度減少，其所造成的攻擊力還是不容小覷。
後來搭載的對魔法驅動铠可以射出要塞攻略級别口徑的超級電磁炮。
在外傳小說《某自動販賣機的存在證明》中，超能力者的第7位削板軍霸用嘴接住了御坂美琴使出三成實力的超電磁炮。
在魔法禁書目錄PSP遊戲中和另一位能力者合作放出「超巨大超電磁炮」。
在與春暖嬉美的交戰中，通過發射大型金屬塊打出了類似“散射超電磁砲”的攻擊。
美琴的超級電磁炮在食蜂的支持下以合力狀態使用A.A.A。 附著在硬幣表面的少量水帶走了子彈的熱量並促進了冷卻，同時爆炸性地像蒸汽一樣膨脹，甚至在發射後仍加速超過初始速度。 這是一種只能通過“心理掌握”進行精確液壓操縱才能執行的技術。 它的力量足以在“無窗建築”中打出一個大洞，即使在第一次旋轉中只受到一次打擊也沒有損壞。

#### 應用
美琴能夠操縱電力，因此根據馬克士威電磁定律，美琴所產生出的電流能夠產生磁場。因此這項能力的副產物就是能夠操縱磁力，所操縱的磁力能牽動附近任何含鐵、鎳、鈷的物質。根據操縱磁力的方式不同，也可以將含鐵的物質牽引來製作出防禦對手攻擊的盾，利用含鐵的建材以及瓦礫也可以
製作出立足點與多種應用（例如能夠利用磁力吸引建築物裡的鋼筋藉此在牆上移動）。產生出的磁力更可以操作地表中的鐵砂，製成可以切斷任何物體的振動劍。另外，美琴曾說，比起操縱暖暖包中的鐵粉，她更喜歡操縱地表中的鐵砂。如果在周圍都是良導體的環境內，甚至可以操縱磁力懸浮在空中。
也可以直接用電氣信號、電子來操作電子機械來進行駭客的行為。此外，也能用電磁關連的知覺能力來測得磁力、也能使用AIM擴散力場的能力，察覺周遭反射過來的微弱電波來得知周遭的事。「超電磁砲」的電氣信號也是偶然間窺視進木山春生的腦袋裡來讀取她的回憶。同時具有自然形成的「電磁屏障」，可以抵抗對精神的外力入侵，因為精神力說穿了就是一系列的腦部電氣信號，因此強如「心理掌握」食蜂操祈的精神操控力都只能對她造成瞬間的精神衝擊，而無法控制她的心智。御坂美琴甚至能用直接干涉自己身體的生物电縱經系统，在科學超電磁砲中直接用電磁力操縱被麻痺的身體（雖然這樣很痛），而且可以用生物電流強化肌肉，拳力可達325千克。
其它還有，可以利用電磁誘導加熱的原理來使物體加熱。
在某些限定的狀態下，也可以利用電磁加速的方式來增加物體的移動速度，甚至可以利用電磁在空中飛行。
第四位超能力者原子崩壞的能力破壞力在御坂美琴之上，但是由于御坂美琴能力的極大實用性和多用性，她可以在超能力者中排第三位。
美琴的輸出電壓最高可以達到十億伏特，但是，根据電學原理，她的招式輸出的電流其實並不高，除非身處周圍都是良導體的環境，否則由於空氣和地面的巨大電阻，電流會低得嚇人。
另外由於鐵砂所產生的武器並沒有形狀的限制，因此能夠將鐵砂自由變成自己想要的形狀。在原作中曾將鐵砂之劍轉變成鞭狀來攻擊遠處的敵人，也能形成長槍狀刺穿目標，更能操縱空氣中飄舞的鐵砂形成龍捲風狀團團包圍住敵人將其切碎。

### 其他能力
- 鐵砂之劍

根據美琴產生出的磁力來操縱地表中的鐵砂，受磁力操縱的鐵砂會形成一把振動之劍，能夠切開任何物質，猶如電動鏈鋸一般地切斬目標。
- 鐵粉彈丸

目前僅於《科学超电磁炮SS2》出現的能力。將美琴產生出的磁力來操縱暖暖包中的鐵粉，受磁力操縱的鐵粉形成猶如彈丸般的小圓球狀，射向目標的武器(例如槍口或是裝彈口)，來達到破壞對手槍械內部機關的目的。
- 水之翼

目前僅於《科学超电磁炮SS》出現的能力。由於對手的魔法攻擊所產生出的高熱光線襲向了海面，因此讓大量的海水被蒸發，產生出了極大量的水蒸氣。這些水蒸氣是由變成粒子狀的水分子飄散在空氣之中的，而這些細小的粒子之間存在著微弱的聯繫，也就是靜電。
因此美琴重新控制電力發射的方向，將漂浮在空氣之中的大量水分子一口氣抓到自己周圍，並以制造鐵砂之劍的計算公式為基礎，再替換掉關鍵的數值和符號，重新計算出利用靜電控制空氣中水分子的公式。將以光線攻擊為中心的周圍直徑一公里以內的所有水分子全部集中到她的身邊。
將這些漂浮在空氣中的水分子作為連接電力和海水之間的觸媒。並將這些水分子集中在背後爆炸，噴出兩道青藍色的光芒，形成一對光之水翼，藉由這些薄如刀鋒一般的水分子組成的翅膀來提供美琴向上昇的浮力，噴射所產生的能量還能夠作為前進的動力。
雖然常理來說只要幾秒鐘便會蒸發殆盡的水蒸氣，但由於美琴身處大海，無止盡的海水能夠做無限的補給所以可以支撐很長時間。
因此美琴雖然成功漂浮，但是最重要的平衡性卻無法掌握，所以美琴在背後增加了兩對比較短的翅膀。再重新調整了水噴射的流量以及空氣的平衡性之後，才終於能夠穩穩地飛在空中。
另外，為了保持水之翼的燃料供應，在海面上伸出一個好像巨大的人類手腕一樣的水柱連接到美琴的背後跟隨。
這招的缺點是只要周圍的水蒸氣蒸發了水之翼就會消失，美琴也會從半空中墜落。
- 雷擊之槍

- 最后的落雷

於《科学超电磁炮》和《魔法禁书目录》中都出現的招式，召喚巨大的雷雲劈下，釋放出巨大的電流，最高輸出電壓为十億伏特，威力非常巨大，可以說是御坂美琴的必殺技。

### 弱點
如果持續使用能力，會造成無法全面性使用能力的窘境。雖然本人說是「我沒電了」，但只要適當的休息，能力就能恢復。
另外由於本身以及其复制人群体“妹妹们”都會釋放出微弱的電磁波，因此動物都不太接近她，這似乎讓美琴非常沮喪。
如果出现可以吸收电流的能力者，会完全克制御坂美琴的能力。

### PHASE-NEXT
大霸星祭篇被木原幻生施以強制迫近絕對能力者狀態的實驗。然而幻生預期，穩定達到那樣的狀態是不可能的，在完成度53%左右人格就會異化為不同次元的東西，成為絕對能力者的瞬間身心將到達極限而死亡。而且無論結果成功還是失敗，都會以發足以摧毀學園都市的大爆炸。
第一階段（Phase 5.1）頭髮倒豎，頭上2個卷角形成如裹覆羽衣的雷神一樣的身姿。電磁力遠比平常強勁，僅僅2%的完成率也能引發足以將無窗大樓整個吞噬的巨大落雷。
第二階段（Phase 5.2）角合在一起形成第三隻眼，身旁壓縮的能源塊形成翅翼。
第三階段（Phase 5.3）角從頭部分離，形成像天使一樣的光環，肩膀以上被黑暗的陰影所覆蓋。到達這個狀態的話，將能從異次元喚來能量。
在达到此状态后被上条当麻和超能力者第七位削板军霸合力恢复到正常形态（但是恢复的时候是裸体，《某科学的超电磁炮T》动漫中上条当麻将自己的外衣披在御坂美琴身上）。

### A.A.A.（對魔法用驅動鎧 Anti-Art Attachment）
在《新约 魔法禁书目录》第十三卷，坐着上条当麻的自行车和他一起逃避魔神僧正的追击，被僧正说是当麻的累赘而十分失落。在新约第十五卷末尾，意识到自己的超能力在魔法世界是微不足道的御坂美琴，意外在一个巨大的武器仓库内找到了一套机械装备。为了追上上条当麻的脚步，毅然决定穿上了这套装备，可以操纵A.A.A.进行各种战术动作，在新约第十六卷对抗element的战斗中发挥了巨大的作用。但是也因此被学院理事长亚雷斯塔盯上，因为A.A.A.是他的神装。

## 其它登場的作品
『電擊學園RPG：女神的十字架』
ASCII Media Works的任天堂DS用軟體遊戲。電擊文庫15週年紀念作品的學園RPG遊戲。

對應機種 - PlayStation Portable
發售商 - ASCII Media Works
販售商 - 角川遊戲
發售日 - 2011年12月8日
遊戲類型 - 冒險遊戲+3D格鬥遊戲
初回限定版特典 - 白井黑子的Figma模型

2011年1月27日發售。3D對戰格鬥遊戲。
『とある魔術と科学の群奏活劇』
PSP主機平台上的ADV遊戲。
『電擊文庫 FIGHTING CLIMAX』
作為主要角色參戰。
『<魔法禁書目錄 幻想收束>』
為重現魔法禁書目錄、科學超電磁炮劇情活動為主的卡牌RPG戰鬥手遊，除收錄動畫登場角色外，其原作小說、外傳登場亦也收錄其中。

## 備考
根據作者鎌池和馬所言，美琴是「在作品中是以強度的階層（等級制度）中容易被聯想到的角色」，「儘管有各式各樣的攻擊方式，卻還是敵不過與之完全相反的上条」的特殊特色，初期的美琴是個優秀的人這樣的設定正是為了與上条呈強力的反比。還有，她同時也是個「在嚴肅場面與喜劇之間毫無不協調感的人」，而且她與一方通行是在作品中同為「隨著時間的經過，而使精神成長的人」。
在鎌池構想階段時美琴的設定是「長髮、束起頭髮來發射超電磁砲」這樣的想法，但最後還是以「茵蒂克絲也同樣為長髮」等多種理由否決掉。
鎌池說道，「因為美琴的能力是支持她精神的來源，因此當她受挫時，要描繪如何恢復心情與自信相當難」。

## 人气投票
“世界最萌大会”
- 2010年紅寶石項鍊得主。[18]
- 2010年準萌王。
- 2011年海藍寶石項鍊得主。[19]
- 2011年萌王。[20]
- 2012年紅寶石項鍊得主。[21]
- 2012年鑽石頭飾得主。[22]
- 2013年72選1表演賽冠軍。
- 2014年海藍寶石項鍊得主。[23]
- 2015年萌王大賽季軍
- 2017年萌王之王(萌皇)
- 2018年萌王之王(萌皇)
- 2020年綠寶石項鍊得主。[24]
- 2020年準萌王。
- 2021年海藍寶石項鍊得主。[25]
- 2022年黃玉項鍊得主。[26]
- 2022年紫水晶項鍊得主。[27]
- 2022年萌王。[28]

魔法禁書目錄幻想收束第一名

## 影響
中国大陆視頻網站“bilibili”，就是以御坂美琴的綽號命名的。
中華民國現任副總統蕭美琴因與她同名而被暱稱為「後山電磁炮」，後山指東台灣，蕭曾在花蓮當過立委。